# K. P. S. Menon
Kumara Padma Sivasankara Menon Sr., (né le 18 octobre 1898 et mort le 22 novembre 1982, généralement connu sous le nom de K. P. S. Menon, est diplomate et chroniqueur, membre de carrière de la fonction publique indienne. C'est le premier ministre indépendant des Affaires étrangères de l'Inde (en), en poste de 1948 à 1952.

## Biographie
Il est Dewan (en) (Premier ministre) de l'État de Bharatpur, ambassadeur de l'Inde auprès de l'Union soviétique de 1952 à 1961, et enfin ambassadeur en République populaire de Chine. En 1948, avant les événements de la guerre de Corée, les Nations unies l'ont nommé président de la Commission des Nations unies sur la Corée UNCOK. 
Le voyage terrestre de Menon de Delhi à Chungking à travers l'Himalaya, le Karakoram et les Pamirs pendant la Seconde Guerre mondiale a été rapporté dans son livre « Delhi-Chungking : Journal de voyage » (1947). Il a été signataire au nom de l'Inde lors de la formation des Nations unies. Il était membre de la Société royale des affaires asiatiques (en).